# Tour d'Ankara
El Tour d'Ankara és una competició ciclista per etapes que es disputa a Turquia. La cursa forma part de l'UCI Europa Tour, amb una categoria 2.2.

## Palmarès
| Any  | Vencedor       | Segon                  | Tercer          |
| ---- | -------------- | ---------------------- | --------------- |
| 2015 | Nazim Bakırcı  | Fatih Keleş            | Ahmet Örken     |
| 2016 | Serkan Balkan  | Georgi Petrov Georgiev | Mustafa Sayar   |
| 2017 | Brayan Ramírez | Óscar Sevilla          | Eduard Vorganov |